# Laussa (isola)
Laussa Laciza o Lavze (in croato: Lavsa) è una piccola isola della Croazia, situata lungo la costa dalmata settentrionale; fa parte delle isole Incoronate. Amministrativamente appartiene al comune di Morter-Incoronate, nella regione di Sebenico e Tenin. L'isola è disabitata, il piccolo villaggio di Laussa ha residenti occasionali d'estate. Gli uliveti sono la principale coltura dell'isola.
In epoca romana c'erano delle saline, rimaste in funzione fino al XIV secolo.

## Geografia
Laussa ha una forma irregolare con una profonda baia aperta a nord-nord-est, protetta dai venti e adatta all'ancoraggio: valle Laussa Superiore (uvala Lavsa). L'isola ha un'altezza massima di 111 m (Veli vrh), una superficie di 1,78 km² e uno sviluppo costiero di 9,338 km. Si trova a sud-ovest della parte meridionale dell'isola Incoronata da cui dista circa 1,5 km e a sud-est di Peschiera. Lo stretto passaggio Bocca di Laussa (Vrata od Lavse) che la divide da quest'ultima è largo circa 140 m nella parte più stretta.

### Isole adiacenti
- Veseglie[12], Vessegliak[9] o Vessegliuk[7] (Veseljuh), scoglio lungo circa 230 m, a nord, e ad est della punta sud-orientale di Peschiera; ha una superficie di 0,014 km²[2], uno sviluppo costiero di 0,53 km[2] e l'altezza di 4 m[3]43°45′51″N 15°21′55″E.
- Panitola Piccola a ovest.
- Gustaz[4][9][13] o Gustax[14] (Gustac), isolotto lungo circa 900 m, con un'altezza di 78 m[3], ha una superficie di 0,292 km²[15] e la costa lunga 2,242 km[15]; si trova 200 m a est di Laussa, tra quest'ultima e Casella 43°45′00″N 15°23′10″E.
- Isolotto del Cappellaio (Klobučar), a sud-est.

### Cartografia
- (HR) Mappa topografica della Croazia 1:25000, su preglednik.arkod.hr. URL consultato il 27 febbraio 2017.
- G. Giani, Carta prospettiva delle Comuni censuarie della Dalmazia, fogli 2 e 5, 1839. Fondo Miscellanea cartografica catastale, Archivio di Stato di Trieste.
- Carta di cabottaggio del mare Adriatico, foglio VII, Milano, Istituto geografico militare, 1822-1824. URL consultato il 17 febbraio 2017 (archiviato dall'url originale il 13 aprile 2013).